# Ante Vukičević
Ante Vukičević (Zágráb, 1993. február 24. –) világbajnok horvát vízilabdázó, a Primorje Rijeka átlövője.